# Успенский, Фёдор Иванович
Фёдор Ива́нович Успе́нский (7 (19) февраля 1845, Костромская губерния — 10 сентября 1928, Ленинград) — российский и советский византинист, академик АН СССР (1925; РАН с 1917, Петербургской АН с 1900). В 1894—1914 годы директор Русского археологического института в Константинополе (Османская империя). В 1915—1928 годы редактор «Византийского временника». В 1921—1928 годы председатель Российского Палестинского Общества. Главный труд — трёхтомная «История Византийской империи», над которой он работал более 25 лет.

## Биография
Родился в с. Горки, Галичский уезд Костромской губернии.
В 1854—1860 гг учился в городе Галиче (ныне Костромской области).
Окончил курс на историко-филологическом факультете Санкт-Петербургского университета. Вскоре после того напечатал первую свою работу «Первые славянские монархии на северо-западе» (1872). Защитив магистерскую диссертацию «Никита Акоминат из Хон» (1874), был избран в штатные доценты Советом Новороссийского университета (ныне – Одесский национальный университет имени И. И. Мечникова) и в этом звании ездил для научных занятий за границу (главным образом во Францию и в Италию). В 1879 году защитил докторскую диссертацию «Образование второго болгарского царства», после чего был избран профессором Новороссийского университета. В 1900 году утверждён ординарным академиком Академии наук сверх штата.

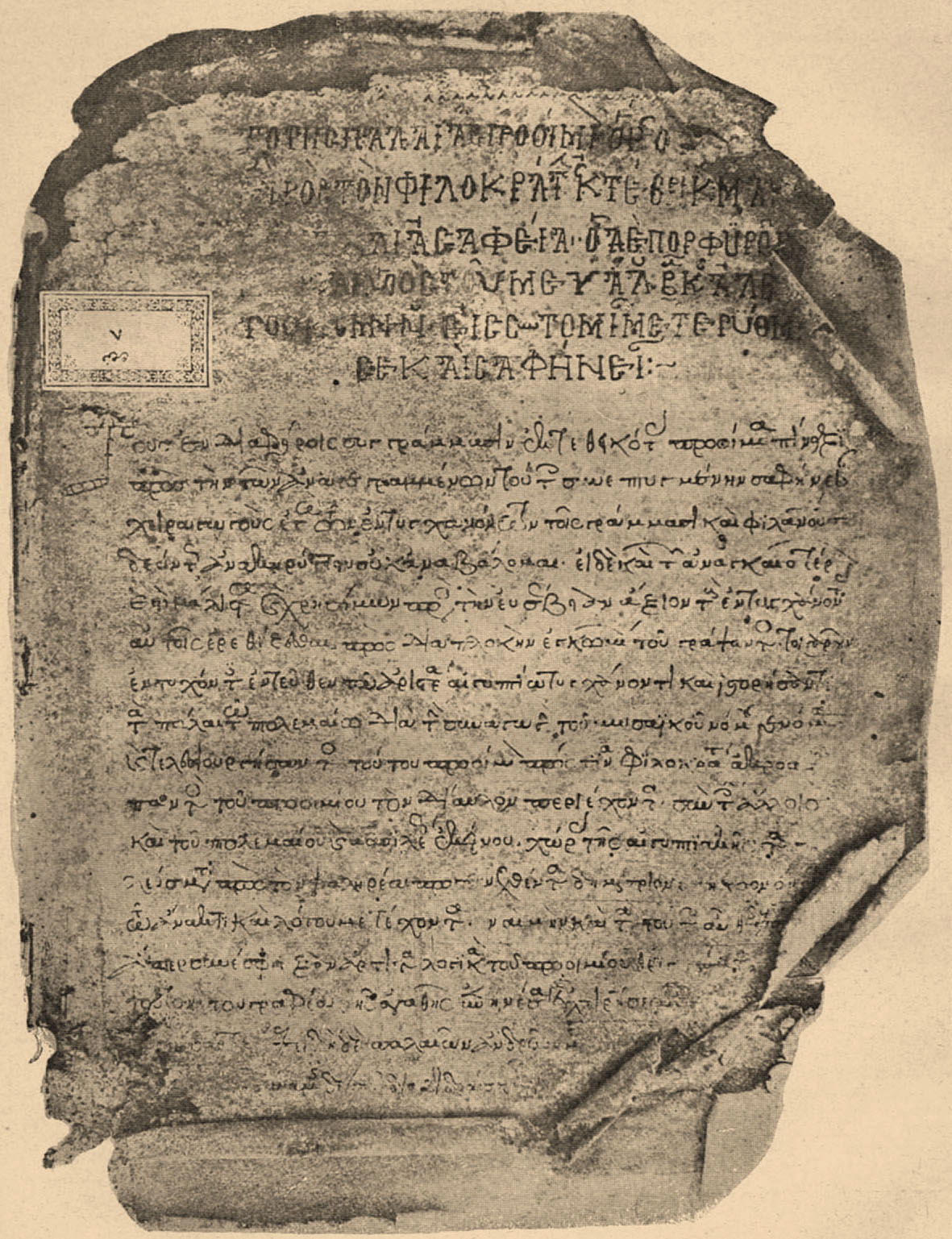
Заглавный лист константинопольского Серальского кодекса Восьмикнижия (из книги Ф. И. Успенского, София, 1907)

По его инициативе в Константинополе возник русский археологический институт, директором которого Успенский состоял с 1894 года. Он же основал при нём учёный печатный орган «Известия русского археологического института в Константинополе», в котором также помещено несколько его исследований (например, о военном устройстве в Византии, о византийской табели о рангах, о церковных имуществах и т. п.) и отчётов о деятельности института. Из Константинополя Успенский совершил несколько археологических экскурсий, из которых особенно важна по своим результатам поездка в Сирию и Палестину.
С самого начала своей учёной деятельности Успенский специализировался на изучении истории Византии и югославянских стран. Этому предмету была посвящена и его вступительная лекция в университете: «О значении византийских занятий в изучении средневековой истории» («Записки Новороссийского Университета», т. XVI). Во время заграничной командировки внимание его тоже было сосредоточено на византийских и славянских рукописях, о чём свидетельствуют его статьи в «Записках Новороссийского Университета» и «Журнале Министерства народного просвещения» за 1877—1879 гг. В этих же двух изданиях он и впоследствии помещал свои многочисленные исследования и рецензии. Среди них особое внимание обращают на себя работы по истории землевладения (к этому же разряду относится работа его о пронии; см. XXV, 445). Некоторые статьи Успенского посвящены русской истории и восточному вопросу. В 1891—1892 гг. он поместил в «Журнале Министерства народного просвещения» ряд весьма ценных «Очерков по истории византийской образованности», которые вышли и отдельной книгой. Читал ряд рефератов на археологических съездах. В ходе работы в архивах Иерусалимской православной церкви обнаружил Тактикон середины IX в.
23 марта 1915 года составил докладную записку о Вселенском патриархате и храме Святой Софии, в которой, по завоевании Россией Константинополя, предлагал, чтобы первая литургия была отслужена русскими.
В 1922-27 гг. читал курс лекций в Ленинградском университете.
Иностранный член Болгарской АН (1928).

## Сочинения
- Византийский писатель Никита Акоминат из Хонь, Санкт-Петербург 1874 (магистерская диссертация)
- Образование Второго Болгарского царства, Одесса 1879 (опубликовано в: Записки Императорского Новороссийского университета, 27, 1879, с. 97—416)
- Материалы для истории землевладения в XIV веке / [Соч.] Ф. И. Успенского. — Одесса: тип. П. А. Зелёного, 1883. — [2], 56 с.
- Значение византийской и южнославянской пронии, Санкт-Петербург 1883 (опубликовано в: Сборник статей по славяноведению в честь В. И. Ламанского, Санкт-Петербург, 1901, с. 1-32)
- Переговоры о мире между Москвой и Польшей в 1581—1582 г.(pdf): Материалы, изд. орд. проф. Ф. И. Успенским. — Одесса: тип. «Одес. вестн.», 1887. — [2], 84 с.
- Византийские землемеры. Наблюдения по истории сельского хозяйства, Одесса 1888
- Русь и Византия в X веке: речь, произнесённая 11 мая 1888 г. в торжественном собрании Одесского славянского благотворительного общества в память 900-летнего юбилея крещения Руси / Ф. И. Успенский. — Одесса: Кирилло-Мефодиевский кн. склад при Одесском славянском о-ве, 1888. — [2], 38 с.
- Византийские владения на северном берегу Чёрного моря в IX—X век, Киев 1889
- Очерки по истории Византийской образованности, Журнал МНП. 1891. № 1, 4, 9, 10; 1892. № 1, 2 и отд. оттиск, Санкт-Петербург 1891
- История Византийской империи, т.І (Санкт-Петербург, Брокгауз — Ефрон 1913, второе издание — Москва 1996), т. ІІ (Ленинград 1927, второе издание — Москва 1997), т. ІІІ (Москва 1948, второе издание — 1997)
- История крестовых походов. — СПб.: Брокгауз — Ефрон, 1901. — 170 с. (2-е изд.: М.: Дарь, 2005. — 352 с.)
- История византийских учреждений. Источники.
- Очерки из истории Трапезундской империи.
- Как возник и развивался в России Восточный вопрос.
- А. П. Доброклонский. Преподобный Феодор, исповедник и игумен Студийский
- Новая струя, вносящая оживление в историю Византии
- Уклон консервативной Византии в сторону западных влияний
- Наказ царя Ивана Васильевна Грозного князю Елецкому с товарищами
- Пропаганда противоцерковных идей и учений. Происхождение ереси стригольников
- Синодик в неделю православия. Состав и происхождение частей его
- Философское и богословское движение в XIV веке (Варлаам, Палама и приверженцы их)

## Память
На фасаде Дома академиков в Санкт-Петербурге, расположенном по адресу: 7-я линия Васильевского острова, 2/1, лит. А, установлена мемориальная доска с текстом: «Здесь жил академик Фёдор Иванович Успенский 1845—1928. Знаменитый русский византолог».